# يوشيكادز إيسود
يوشيكادْزُ إيسودَ (باليابانية: 礒田 由和) (27 مايو 1965 في كيوتو في اليابان – )؛ هو لاعب كرة قدم ياباني سابق كان يلعب كمدافع.

## وصلات خارجية
- يوشيكادز إيسود على موقع رابطة كرة القدم اليابانية للمحترفين (اليابانية)
- يوشيكادز إيسود على موقع عالم كرة القدم.نت (الإنجليزية)